# Bahadzia setimana
Bahadzia setimana is een vlokreeftensoort uit de familie van de Hadziidae. De wetenschappelijke naam van de soort is voor het eerst geldig gepubliceerd in 1986 door Stock.